# Marilyn et John
Marilyn et John is een nummer van de Franse zangeres Vanessa Paradis uit 1988. Het is de tweede single van haar debuutalbum M et J. 
"Marilyn et John" refereert aan de relatie tussen Marilyn Monroe en John F. Kennedy. Paradis is al vanaf jonge leeftijd fan van Monroe. Het nummer leverde Paradis, na Joe le taxi, haar tweede grote hit op in Frankrijk. De plaat wist daar de 5e positie te bereiken. Buiten Frankrijk sloeg het nummer ook in Duitsland en Italië aan, maar daar was het succes niet zo groot als in Paradis haar thuisland.